# Segunda Categoría de Pichincha 2020
El Campeonato Provincial de Segunda Categoría de Pichincha 2020 fue un torneo de fútbol en Ecuador en el cual compitieron equipos de la provincia de Pichincha. El torneo fue organizado por la Asociación de Fútbol No Amateur de Pichincha (AFNA) y avalado por la Federación Ecuatoriana de Fútbol. El torneo inició el 15 de agosto de 2020 y finalizó el 18 de octubre de 2020. Participaron 7 clubes de fútbol y entregó dos cupos a la siguiente fase de la Segunda Categoría 2020, además el campeón provincial clasificó a la primera fase de la Copa Ecuador 2021.

## Sistema de campeonato
El sistema de juego determinado por la Asociación de Fútbol No Amateur de Pichincha fue el siguiente:
- Se jugó una etapa única con los siete clubes establecidos,[1] fue todos contra todos en ida y vuelta (14 fechas),[2] el club que terminó primero fue declarado campeón, el que terminó segundo fue vicecampeón; estos dos equipos clasificaron a los dieciseisavos de final de la Segunda Categoría Nacional 2020, además el campeón clasificó la primera fase de la Copa Ecuador 2021.

## Efectos de la pandemia de coronavirus
Inicialmente el torneo se iba a disputar entre los meses de marzo y julio de 2020, con la participación de 15 equipos. Sin embargo, eso no fue posible debido a la pandemia de COVID-19. Una vez que se levantaron las medidas de confinamiento, la AFNA reprogramó el inicio de los juegos para el mes de agosto con extensión hasta octubre, con la participación de siete clubes. Los equipos que desistieron de participar fueron Espoli, Juventud Independiente Tabacundo, Sociedad Deportiva Rayo, Universidad San Francisco, Rumiñahui, Da Encarnacao, Sandino y Clan Juvenil. Como consecuencia de la reducción de participantes se modificó el sistema de campeonato, jugando todos contra todos y no por grupos, como estuvo planeado inicialmente.

## Equipos participantes
| Equipos participantes                 | Equipos participantes   | Equipos participantes                          |
| ------------------------------------- | ----------------------- | ---------------------------------------------- |
|                                       |                         |                                                |
| Equipo                                | Ciudad                  | Estadio                                        |
| Cuniburo Fútbol Club                  | Cayambe                 | Estadio Gilberto Rueda Bedoya                  |
| Cumbayá Fútbol Club                   | Cumbayá                 | Estadio General Rumiñahui                      |
| Sociedad Deportivo Quito              | Quito                   | Estadio Olímpico Atahualpa                     |
| Galácticos Fútbol Club                | Pedro Vicente Maldonado | Estadio de la Liga Deportiva Barrial de Pisulí |
| Club Deportivo Mayor Pedro Traversari | Quito                   | Estadio General Rumiñahui                      |
| Club Deportivo Juventud               | Guayllabamba            | Estadio de la Liga Parroquial de Guayllabamba  |
| Aussie Fútbol Club                    | Quito                   | Estadio de la Liga Parroquial de Guayllabamba  |

## Equipos por cantón
| Cantón                  | N.º | Equipos                                                                |
| ----------------------- | --- | ---------------------------------------------------------------------- |
| Quito                   | 5   | - Deportivo Quito - Aampetra - Aussie F. C. - Cumbayá F. C. - Juventud |
| Cayambe                 | 1   | - Cuniburo F. C.                                                       |
| Pedro Vicente Maldonado | 1   | - Galácticos F. C.                                                     |

| Juventud Cuniburo Galácticos Aussie Cumbayá Aampetra Deportivo Quito |

## Clasificación
| Pos. | Equipo           | Pts. | PJ | G  | E | P  | GF | GC | Dif. |  |
| ---- | ---------------- | ---- | -- | -- | - | -- | -- | -- | ---- |  |
| 1    | Cumbayá F. C.    | 33   | 12 | 11 | 0 | 1  | 29 | 3  | +26  |  |
| 2    | Aampetra         | 23   | 12 | 7  | 2 | 3  | 25 | 9  | +16  |  |
| 3    | Deportivo Quito  | 20   | 12 | 6  | 2 | 4  | 19 | 14 | +5   |  |
| 4    | Juventud         | 18   | 12 | 5  | 3 | 4  | 19 | 19 | 0    |  |
| 5    | Aussie F. C.     | 11   | 12 | 3  | 2 | 7  | 16 | 23 | −7   |  |
| 6    | Cuniburo F. C.   | 10   | 12 | 2  | 4 | 6  | 10 | 16 | −6   |  |
| 7    | Galácticos F. C. | 4    | 12 | 1  | 1 | 10 | 13 | 47 | −34  |  |

 Fuente: AFNA Pichincha
Criterios de clasificación: 1) Puntos; 2) Diferencia de goles; 3) Goles marcados; 4) Goles de visitante
Notas:
1. ↑  El campeón del torneo 2020 fue Cumbayá Fútbol Club, sin embargo el club logró el ascenso a la Serie B 2021 en condición de subcampeón de la Segunda Categoría 2020. Por tanto el cupo de Pichincha en la Copa Ecuador 2021 fue cedido al subcampeón del torneo provincial 2020, el Club Mayor Pedro Traversari (Aampetra).

|  | Campeón y clasificado a los zonales de Segunda Categoría 2020.     |
|  | Vicecampeón y clasificado a los zonales de Segunda Categoría 2020. |

## Evolución de la clasificación
| Equipo / Fecha   | 01 | 02 | 03 | 04 | 05 | 06 | 07 | 08 | 09 | 10 | 11 | 12 | 13 | 14 |
| ---------------- | -- | -- | -- | -- | -- | -- | -- | -- | -- | -- | -- | -- | -- | -- |
| Cumbayá F. C.    | 4  | 2  | 1  | 1  | 1  | 1  | 1  | 1  | 1  | 1  | 1  | 1  | 1  | 1  |
| Aampetra         | 1  | 1  | 2  | 3  | 2  | 2  | 2  | 2  | 2  | 2  | 2  | 2  | 2  | 2  |
| Deportivo Quito  | 2  | 3  | 3  | 5  | 3  | 3  | 3  | 3  | 3  | 3  | 3  | 3  | 3  | 3  |
| Juventud         | 6  | 6  | 5  | 4  | 5  | 6  | 5  | 4  | 5  | 4  | 4  | 4  | 4  | 4  |
| Aussie F. C.     | 5  | 4  | 4  | 2  | 4  | 4  | 4  | 5  | 6  | 6  | 5  | 5  | 5  | 5  |
| Cuniburo F. C.   | 3  | 5  | 6  | 6  | 6  | 5  | 6  | 6  | 4  | 5  | 6  | 6  | 6  | 6  |
| Galácticos F. C. | 7  | 7  | 7  | 7  | 7  | 7  | 7  | 7  | 7  | 7  | 7  | 7  | 7  | 7  |

## Resultados

### Primera vuelta
- Los horarios corresponden al huso horario de Ecuador: (UTC-5).

| Aampetra | 7 - 2      | Galácticos FC   | General Rumiñahui          | 15 de agosto | 10:30      |
| Juventud | 1 - 2      | Cuniburo FC     | Liga Parr. de Guayllabamba | 16 de agosto | 10:30      |
| Aussie   | 2 - 3      | Deportivo Quito | Liga Parr. de Guayllabamba | 16 de agosto | 14:30      |
| Libre:   | Cumbayá FC | Cumbayá FC      | Cumbayá FC                 | Cumbayá FC   | Cumbayá FC |

| Galácticos FC | 0 - 1           | Juventud        | Liga Parr. de Guayllabamba | 22 de agosto    | 11:00           |
| Cuniburo FC   | 0 - 1           | Aussie          | La Armenia                 | 22 de agosto    | 15:00           |
| Cumbayá FC    | 2 - 0           | Aampetra        | Liga Parr. de Guayllabamba | 23 de agosto    | 10:30           |
| Libre:        | Deportivo Quito | Deportivo Quito | Deportivo Quito            | Deportivo Quito | Deportivo Quito |

| Aussie     | 2 - 2       | Juventud        | Liga Parr. de Guayllabamba | 29 de agosto | 10:00       |
| Aampetra   | 0 - 0       | Deportivo Quito | General Rumiñahui          | 29 de agosto | 12:00       |
| Cumbayá FC | 8 - 0       | Galácticos FC   | Liga Parr. de Guayllabamba | 30 de agosto | 10:30       |
| Libre:     | Cuniburo FC | Cuniburo FC     | Cuniburo FC                | Cuniburo FC  | Cuniburo FC |

| Deportivo Quito | 0 - 1    | Cumbayá FC | Olímpico Atahualpa         | 2 de septiembre | 10:00    |
| Galácticos FC   | 0 - 3    | Aussie     | Liga Parr. de Guayllabamba | 2 de septiembre | 12:15    |
| Cuniburo FC     | 0 - 0    | Aampetra   | La Armenia                 | 2 de septiembre | 14:30    |
| Libre:          | Juventud | Juventud   | Juventud                   | Juventud        | Juventud |

| Aampetra        | 2 - 0  | Juventud      | General Rumiñahui  | 5 de septiembre | 12:00  |
| Cumbayá FC      | 2 - 0  | Cuniburo FC   | Manuel Jibaja      | 6 de septiembre | 10:30  |
| Deportivo Quito | 4 - 0  | Galácticos FC | Olímpico Atahualpa | 6 de septiembre | 12:30  |
| Libre:          | Aussie | Aussie        | Aussie             | Aussie          | Aussie |

| Aussie      | 1 - 5         | Aampetra        | Liga Parr. de Guayllabamba | 8 de septiembre | 11:00         |
| Juventud    | 0 - 3         | Cumbayá FC      | Liga Parr. de Guayllabamba | 9 de septiembre | 11:00         |
| Cuniburo FC | 1 - 3         | Deportivo Quito | La Armenia                 | 9 de septiembre | 15:00         |
| Libre:      | Galácticos FC | Galácticos FC   | Galácticos FC              | Galácticos FC   | Galácticos FC |

| Galácticos FC   | 4 - 2    | Cuniburo FC | Liga Parr. de Guayllabamba | 12 de septiembre | 12:00    |
| Deportivo Quito | 2 - 2    | Juventud    | General Rumiñahui          | 13 de septiembre | 10:00    |
| Cumbayá FC      | 3 - 1    | Aussie      | Manuel Jibaja              | 13 de septiembre | 12:15    |
| Libre:          | Aampetra | Aampetra    | Aampetra                   | Aampetra         | Aampetra |

### Segunda vuelta
| Aussie      | 0 - 1    | Cumbayá FC      | Liga Parr. de Guayllabamba | 19 de septiembre | 11:00     |           |
| Cuniburo FC | 1 - 1    | Galácticos FC   | La Armenia                 | 19 de septiembre | 14:30     |           |
| Juventud    | 3 - 0    | Deportivo Quito | Cancelado                  | Cancelado        | Cancelado | Cancelado |
| Libre:      | Aampetra | Aampetra        | Aampetra                   | Aampetra         | Aampetra  |           |

| Cumbayá FC      | 4 - 1         | Juventud      | Liga Parr. de Guayllabamba | 23 de septiembre | 10:30         |
| Deportivo Quito | 0 - 2         | Cuniburo FC   | General Rumiñahui          | 23 de septiembre | 14:30         |
| Aampetra        | 2 - 1         | Aussie        | General Rumiñahui          | 24 de septiembre | 11:00         |
| Libre:          | Galácticos FC | Galácticos FC | Galácticos FC              | Galácticos FC    | Galácticos FC |

| Galácticos FC | 2 - 4  | Deportivo Quito | Liga Parr. de Guayllabamba | 26 de septiembre | 12:00  |
| Cuniburo FC   | 0 - 1  | Cumbayá FC      | La Armenia                 | 26 de septiembre | 14:30  |
| Juventud      | 1 - 0  | Aampetra        | Liga Parr. de Guayllabamba | 27 de septiembre | 10:30  |
| Libre:        | Aussie | Aussie          | Aussie                     | Aussie           | Aussie |

| Cumbayá FC | 0 - 1    | Deportivo Quito | Manuel Jibaja              | 30 de septiembre | 10:30    |
| Aussie     | 3 - 1    | Galácticos FC   | Liga Parr. de Guayllabamba | 30 de septiembre | 12:45    |
| Aampetra   | 1 - 0    | Cuniburo FC     | General Rumiñahui          | 30 de septiembre | 15:00    |
| Libre:     | Juventud | Juventud        | Juventud                   | Juventud         | Juventud |

| Galácticos FC   | 0 - 3       | Cumbayá FC  | Liga Parr. de Guayllabamba | 3 de octubre | 12:00       |
| Juventud        | 3 - 1       | Aussie      | Liga Parr. de Guayllabamba | 4 de octubre | 10:30       |
| Deportivo Quito | 0 - 1       | Aampetra    | Ney Mancheno Velasco       | 4 de octubre | 12:45       |
| Libre:          | Cuniburo FC | Cuniburo FC | Cuniburo FC                | Cuniburo FC  | Cuniburo FC |

| Aussie   | 1 - 1           | Cuniburo FC     | Liga Parr. de Guayllabamba | 10 de octubre   | 10:30           |
| Juventud | 4 - 2           | Galácticos FC   | Liga Parr. de Guayllabamba | 11 de octubre   | 10:00           |
| Aampetra | 0 - 1           | Cumbayá FC      | General Rumiñahui          | 11 de octubre   | 12:15           |
| Libre:   | Deportivo Quito | Deportivo Quito | Deportivo Quito            | Deportivo Quito | Deportivo Quito |

| Galácticos FC   | 1 - 7      | Aampetra   | Liga Parr. de Guayllabamba | 17 de octubre | 12:00      |
| Cuniburo FC     | 1 - 1      | Juventud   | La Armenia                 | 17 de octubre | 14:30      |
| Deportivo Quito | 2 - 0      | Aussie     | Ney Mancheno Velasco       | 18 de octubre | 12:30      |
| Libre:          | Cumbayá FC | Cumbayá FC | Cumbayá FC                 | Cumbayá FC    | Cumbayá FC |

### Tabla de resultados cruzados
| Local \ Visitante | AMP | AUS | CUM | CUN | SDQ | GAL | JUV |
| ----------------- | --- | --- | --- | --- | --- | --- | --- |
| Aampetra          | —   | 2–1 | 0–1 | 1–0 | 0–0 | 7–2 | 2–0 |
| Aussie F. C.      | 1–5 | —   | 0–1 | 1–1 | 2–3 | 3–1 | 2–2 |
| Cumbayá F. C.     | 2–0 | 3–1 | —   | 2–0 | 0–1 | 8–0 | 4–1 |
| Cuniburo F. C.    | 0–0 | 0–1 | 0–1 | —   | 1–3 | 1–1 | 1–1 |
| Deportivo Quito   | 0–1 | 2–0 | 0–1 | 0–2 | —   | 4–0 | 2–2 |
| Galácticos F. C.  | 1–7 | 0–3 | 0–3 | 4–2 | 2–4 | —   | 0–1 |
| Juventud          | 1–0 | 3–1 | 0–3 | 1–2 | 3–0 | 4–2 | —   |

### Campeón
| Bandera de Quito                                                                                                |
| Cumbayá Fútbol Club 2.° título Clasificado a los zonales de la Segunda Categoría 2020 y a la Copa Ecuador 2021. |
| También clasificó Club Mayor Pedro Traversari como subcampeón.                                                  |